# Sprinkange
Sprinkange (Luxemburgs: Sprénkeng, Duits: Sprinkingen) is een plaats in de gemeente Dippach en het kanton Capellen in Luxemburg.
Sprinkange telt 350 inwoners (2001).
Bettange-sur-Mess · Dippach · Schouweiler · Sprinkange

Luxemburgse gemeenten · Kanton Capellen · Luxemburg